# Luniz
The Luniz — американський реп-гурт, до складу якого входять два учасники, Yukmouth та Numskull. Початкова назва, The LuniTunes, є посиланням на анімаційний серіал «Looney Tunes». У 1995 дует видав сингл «I Got 5 on It», котрий мав міжнародний успіх. Дві версії пісні потрапили до дебютного студійного альбому гурту. Сингл отримав платинові статуси у Франції й США.

## Дискографія
Студійні альбоми
- 1995: Operation Stackola
- 1997: Lunitik Muzik
- 2002: Silver & Black

## Нагороди та номінації
| Рік  | Номіновано | Нагорода                                                     | Результат |
| ---- | --- | ------------------------------------------------------------ | --------- |
| 1997 | «Stomp» (Люк Крессвелл, Чарлі Вілсон, Фіона Вілкс, Карл Сміт, Фрейзер Моррісон, Еверетт Бредлі, Yo-Yo, Чака Хан, Luniz та Шакіл О'Ніл) | Ґреммі — «Найкраще вокальне R&B виконання дуетом або групою» | Номінація |